# 먀오족 반란

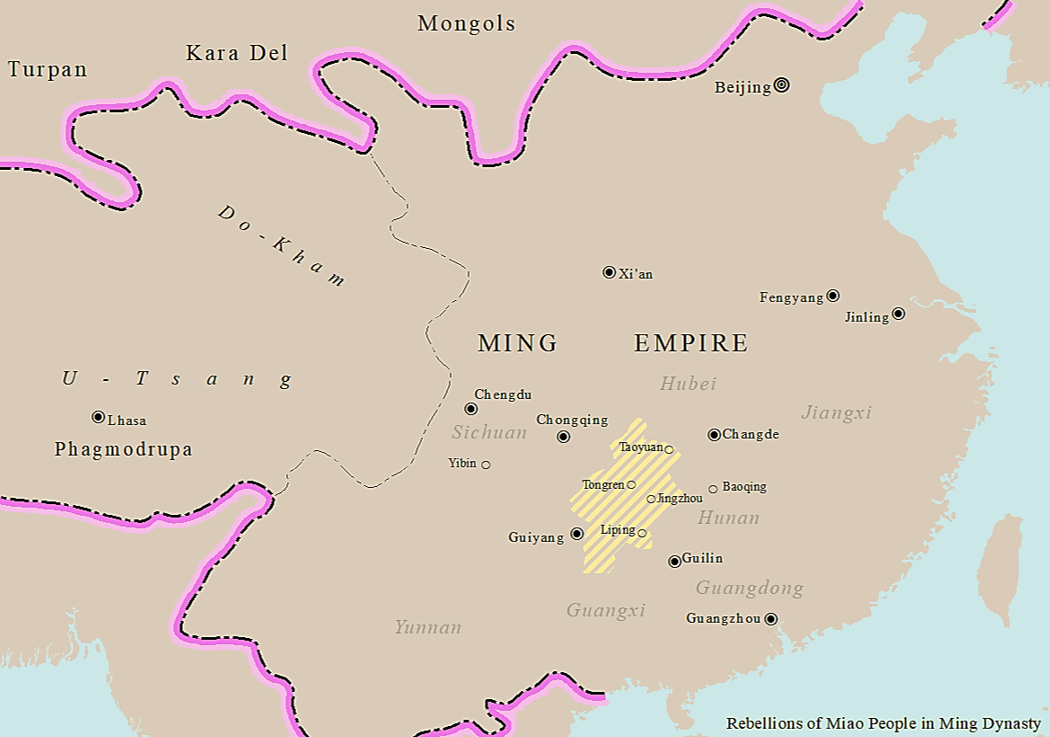
명나라 시대에 일어난 먀오족 반란을 묘사한 지도

먀오족 반란은 명나라 시대에 중국 남부에서 먀오족, 야오족을 비롯한 일부 부족들이 명나라에 대항하여 반란을 일으킨 사건이다. 명나라 조정은 압도적인 수의 대군을 파견하여 이 반란을 진압하였으나, 이 지역의 불화는 완전히 가라앉히지 못하여 결국 청나라 시대에 또다시 반란이 일어나게 된다.